# Ordre du Mérite militaire (Wurtemberg)
Pour les articles homonymes, voir Ordre du Mérite militaire.

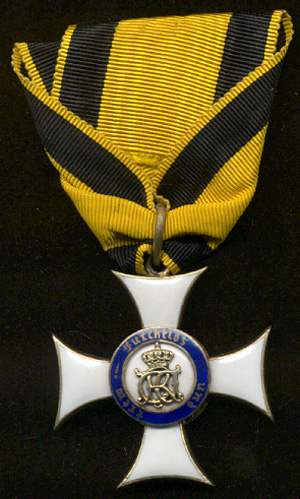
Revers de la croix de chevalier de l'ordre.

L'ordre du mérite militaire (Militärverdienstorden) est un ordre militaire du Royaume de Wurtemberg, qui a rejoint l'Empire allemand en 1871. L'ordre était l'un des plus anciens ordres militaires des États de l'Empire allemand. Il a été fondé le 11 février 1759 par Charles-Eugène, duc de Wurtemberg, sous le nom de Militär-Carls-Orden, et a été rebaptisé Militärverdienstorden le 11 novembre 1806 par le roi Frédéric Ier.
L'ordre a subi plusieurs autres révisions au cours du XIXe siècle et au début du XXe. Il est devenu obsolète avec la chute de la monarchie du Wurtemberg à la suite de la défaite de l'Allemagne à la fin de la Première Guerre mondiale.

## Classes
L'ordre est venu en trois classes :
- Grand-croix (Großkreuz)
- Croix de commandeur (Kommandeurkreuz)
- Croix de chevalier (Ritterkreuz).

En général, le rang du récipiendaire détermine le grade qu'il recevra. Entre 1799 et 1919, on estime à 95 le nombre de grand-croix, 214 le nombre de croix de commandeur et 3 128 le nombre de croix de chevalier, la plupart de ces distinctions ayant été décernées au cours de la Première Guerre mondiale ; ces chiffres ne concernent que les Wurtembergeois de souche.

## Description
L'insigne de l'ordre est une croix pattée en or, émaillée de blanc, avec des bras courbés et des bords légèrement concaves. Autour du médaillon central en émail blanc se trouve un anneau d'or en émail bleu portant des deux côtés la devise « Furchtlos und trew » (« Sans peur et loyal »). Sur l'avers, le médaillon porte une couronne de laurier en or émaillée en vert. Au revers, le médaillon porte le monogramme du roi du Wurtemberg au moment de la remise. La croix est de la même taille pour la grand-croix et la croix du commandeur, et légèrement plus petite pour la croix du chevalier. La grand-croix et la Croix du Commandeur, et à partir de 1870 la Croix du Chevalier, sont surmontées d'une couronne. Le 25 septembre 1914, la couronne a été retirée de tous les grades.
L'étoile de l'ordre, décernée uniquement avec la Grand-Croix, est une étoile à huit branches en argent, bordée d'or, avec le médaillon annelé de l'avers de la croix.
Le ruban de l'ordre était, jusqu'en 1818 et après 1914, jaune avec de larges bandes noires près de chaque bord. Après novembre 1917, lorsque le ruban a été porté sans la médaille, il portait une couronne émaillée de vert pour le distinguer des autres décorations du Wurtemberg sur le même ruban. De 1818 à 1914, le ruban était bleu.

## Destinataires notables
- Albert de Wurtemberg
- Gottlob Berger, 4 mai 1918
- Oswald Boelcke
- Nikolaus zu Dohna-Schlodien
- Max von Fabeck
- Wilhelm Groener
- Paul von Hindenburg
- Franz von Hipper
- Erich Ludendorff
- Helmuth von Moltke (l'Ancien)
- Karl August Nerger
- Manfred von Richthofen
- Erwin Rommel
- Rupprecht de Bavière
- Reinhard Scheer
- Hugo Sperrle
- Jona von Ustinov
- Julius von Verdy du Vernois
- Otto Weddigen
- Arthur Wellesley de Wellington

## Sources
- (de) Königlich Statistischer Landesamt, Hof und Staatshandbuch des Königreichs Württemberg, 1908.
- (en) Neal O'Connor, Aviation Awards of Imperial Germany in World War I and the Men Who Earned Them: Volume IV - The Aviation Awards of the Kingdom of Württemberg, Flying Machines Press 1995
- (de) Dr Kurt-Gerhard Klietmann, Pour le Mérite und Tapferkeitsmedaille, 1966.
- Site internet sur les décorations du Royaume de Wurtemberg